# Yoshitsugu Saitō
Yoshitsugu Saitō  (斎藤 義次?, Saitō Yoshitsugu) (Tokyo, 2 novembre 1890 – Saipan, 10 luglio 1944) è stato un generale giapponese, noto per aver comandato la 31ª armata di stanza nelle Isole Marianne meridionali durante la seconda guerra mondiale.

## Biografia
Yoshitsugu Saitō nacque a Tokyo il 2 novembre 1890. Partecipò ad alcune azioni di combattimento durante la guerra russo-giapponese e poi frequentò il 24º corso dell'Accademia Militare dell'Esercito (Rikugun Shikan Gakkō) di Ishigaya nella prefettura della capitale, diplomandosi nel 1912. Assegnato all'arma di cavalleria, nel 1924 partecipò al 36º Corso della scuola di guerra, iniziando una lunga carriera nei ranghi delle unità di cavalleria.
Tra il 1º marzo 1933 e il 1º agosto 1934 fu comandante del 14º reggimento di cavalleria, passando subito dopo al comando dell'8º reggimento di cavalleria, incarico mantenuto fino al 1º agosto 1936. In tale data fu promosso al grado di colonnello e assunse il comando del 24º reggimento di Cavalleria. Il 2 agosto 1937 divenne istruttore presso la Scuola di Cavalleria per diventare poi Capo di stato maggiore della 5ª divisione dell'esercito il 2 agosto 1938. Il 1º agosto 1939 fu elevato al rango di generale di brigata e ricoprì l'incarico di Capo delle operazioni della cavalleria dell'Armata del Kwantung, stanziata in Manciuria. Il 15 ottobre 1941 assunse l'incarico di Capo della sezione amministrativa per l'approvvigionamento dei cavalli del Ministero della Guerra. Il 1º dicembre 1942, quando il Giappone era da un anno in guerra a fianco delle Potenze dell'Asse contro gli Alleati, fu elevato al rango di generale di divisione.
Il 6 aprile 1944 fu trasferito alla testa della 31ª armata composta dalla 43ª divisione di fanteria "Nagoya" e dalla 47ª brigata mista al comando del colonnello Ota. Tale grande unità, appoggiata da circa 7 000 uomini della marina imperiale agli ordini del viceammiraglio Chūichi Nagumo era destinata a operare sull'isola di Saipan, appartenente all'arcipelago delle Marianne. A causa dell'andamento delle operazioni navali del Pacifico, questa unità subì pesanti perdite a opera dei sommergibili statunitensi che attaccarono le navi da trasporto durante la fase di trasferimento dei reparti dalla Cina. Il generale Saitō divenne comandante in capo di tutte le forze giapponesi operanti nell'arcipelago, anche se non aveva una reale esperienza di combattimento e in realtà non era nemmeno il più alto ufficiale giapponese presente sulle isole; tecnicamente il comando supremo sarebbe spettato al viceammiraglio Nagumo, che era inoltre a capo del Chūbu Taiheiyō Hōmen Kantai (Comando della flotta del Pacifico centrale) costituito il 4 marzo 1944 con quartier generale a Saipan. Tra i due alti ufficiali i rapporti non erano buoni e i due avevano frequenti contrasti: Saitō credeva fermamente all'imminenza dell'attacco statunitense a Saipan e criticava le disposizioni di Nagumo che riteneva non garantissero sufficiente protezioni ai convogli che trasportavano sulle isole truppe di rinforzo e rifornimenti indispensabili. In base al piano difensivo A-Go, il generale concentrò la maggior parte delle truppe a sua disposizione a Saipan, ivi compresa gran parte dell'artiglieria per un totale di oltre sessanta cannoni con un calibro variabile da 75 a 155 mm.

### La battaglia di Saipan

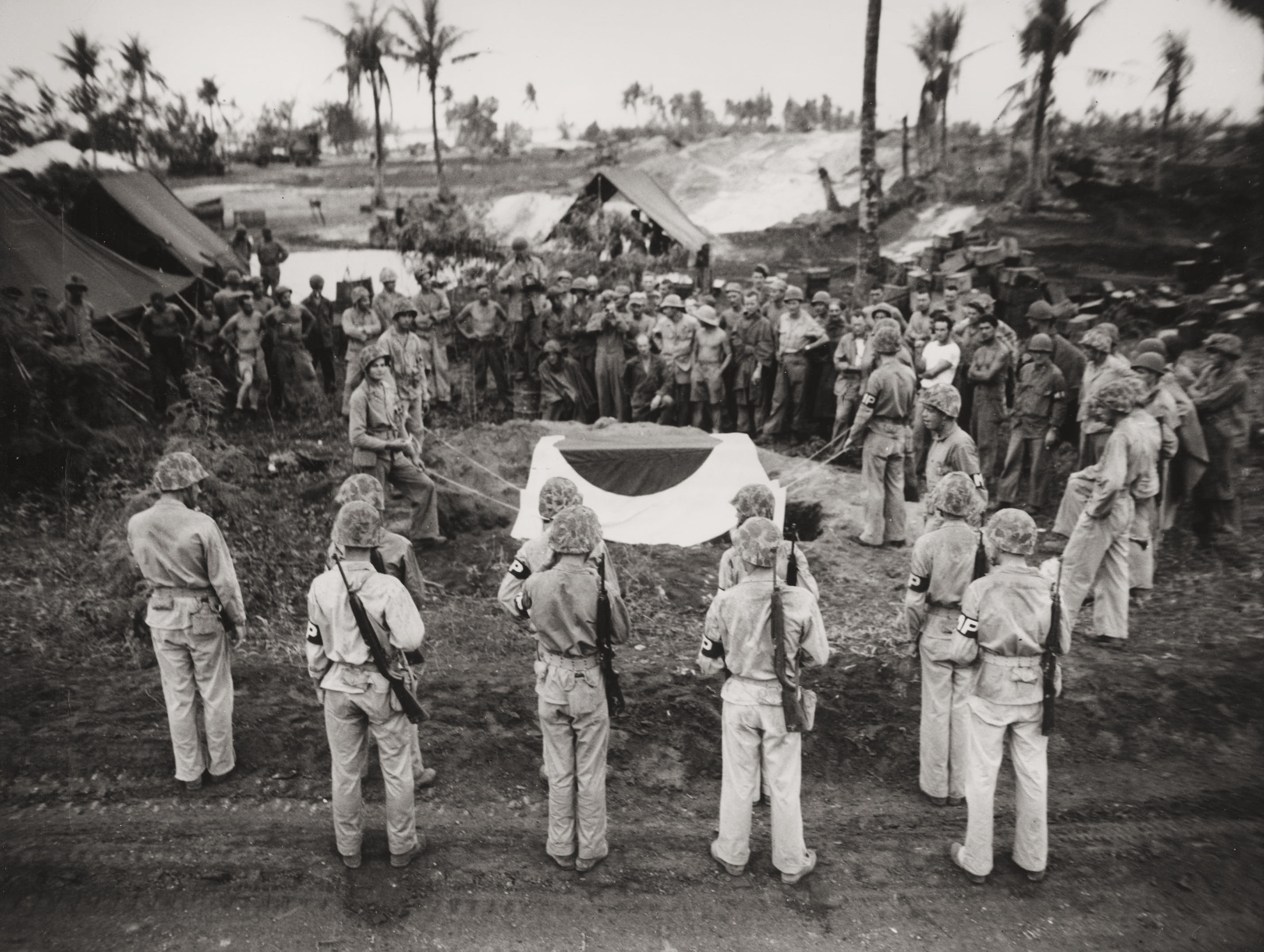
I funerali di Yoshitsugu Saitō alla presenza del personale statunitense a Saipan, dopo la conclusione della battaglia

Il 15 giugno 1944 gli statunitensi iniziarono le operazioni di sbarco. La situazione si presentò da subito disperata per la guarnigione giapponese, impossibilitata dal blocco aeronavale avversario a ricevere rinforzi. Il generale Saitō era perfettamente consapevole che la caduta dell'isola avrebbe messo il territorio della madrepatria nel raggio d'azione dei bombardieri strategici B-29 ed era determinato a combattere fino all'ultimo uomo. I 31 000 soldati giapponesi della guarnigione, al fine di ritardare l'avanzata degli attaccanti, utilizzarono le numerose grotte del paesaggio vulcanico dell'isola per nascondersi durante il giorno, infliggendo dalle fortificazioni numerose perdite, ed effettuando sortite notturne.
Gradualmente gli statunitensi svilupparono alcune tattiche per sgombrare le grotte, impiegando un misto di squadre armate con lanciafiamme, supportate da artiglieria e mitragliatrici.
Il 10 luglio, durante un gyokusai, Saitō affermò all'incirca: "Sia che attacchiamo o che restiamo dove siamo, c'è solamente la morte. Tuttavia, nella morte c'è la vita. Avanzerò con voi per assestare un altro duro colpo ai diavoli americani e lasciare le mie ossa su Saipan, una fortezza del Pacifico". Entro il 7 luglio i giapponesi non avevano più nessun posto dove ritirarsi, intrappolati nella parte settentrionale dell'isola. Nonostante le obiezioni di Nagumo, Saitō preparò i piani per effettuare una carica suicida finale alla testa dei 3 000 soldati superstiti. Durante la battaglia la popolazione civile era stata pesantemente coinvolta oppure si era suicidata gettandosi dalla scogliera di Marpi Point, per un totale di almeno 22 000 morti; riguardo ai superstiti, fuggiti a nord al seguito delle truppe imperiali, il generale affermò: "Non c'è più alcuna distinzione tra civili e militari. Sarebbe meglio per loro unirsi a noi in un attacco armati con lance di bambù che essere catturati". Ferito da alcune schegge di shrapnel, Saitō dette gli ultimi ordini di effettuare una massiccia carica banzai per salvare l'onore del Giappone; poi attese a un pasto cerimoniale e alle 10:00, inginocchiato su una piccola collina, effettuò il suicidio rituale con la propria spada: la sua ordinanza, un maresciallo, estrasse il revolver e gli sparò un proiettile alla nuca come richiesto dal generale.
Alle 16:15 del giorno precedente il comandante in capo statunitense ammiraglio Richmond Turner annunciò che l'isola di Saipan era stata ufficialmente messa in sicurezza con la pressoché totale distruzione della guarnigione nipponica. Gli statunitensi qualche giorno dopo rinvennero anche il cadavere di Saitō e gli tributarono un funerale con tutti gli onori militari, alla presenza del suo omologo, il generale Holland Smith.